# 샤를 아믈랭
샤를 아믈랭(프랑스어: Charles Hamelin, 1984년 4월 14일~)은 캐나다의 전직 쇼트트랙 선수이다. 2006년부터 2022년까지 올림픽에 참가하여 금메달 4개, 은메달 1개, 동메달 1개 획득하여 캐나다 역대 최다 올림픽 메달을 획득한 쇼트트랙 선수이다.
퀘벡주 출신이다. 2006년 동계 올림픽에 참가, 5000m 계주팀의 일원으로 은메달을 땄으며, 1500m 개인에서 4위에 올랐다. 그는 단거리에 특히 강하여, 2009년 세계 선수권 대회 500m에서 금메달을 땄다. 2010년 동계 올림픽에서도 500m 금메달을 획득했으며, 뒤이어 5000m 계주에서도 금메달을 따 2관왕에 올랐다. 

## 개인사
동생 프랑수아 아믈랭도 캐나다 대표팀 쇼트트랙 선수로, 함께 2010년 동계 올림픽에 참가하였다. 부친 이브 아믈랭은 캐나다 쇼트트랙 대표팀 임원이다.